# A/S Sydvaranger

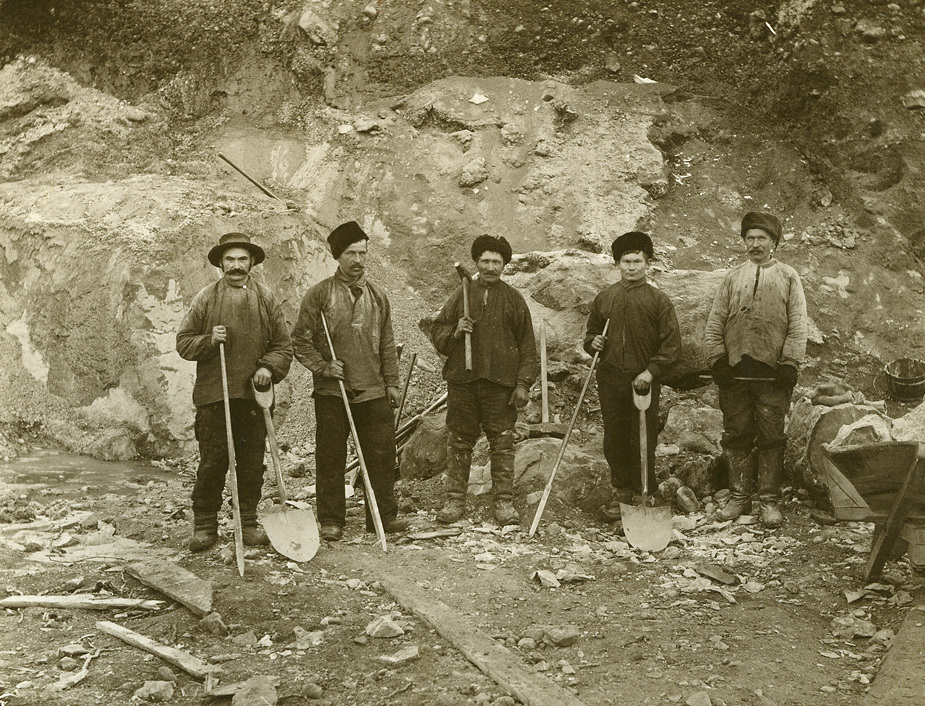
Gruvarbetare i Kirkenes 1907. Foto: Ellisif Wessel

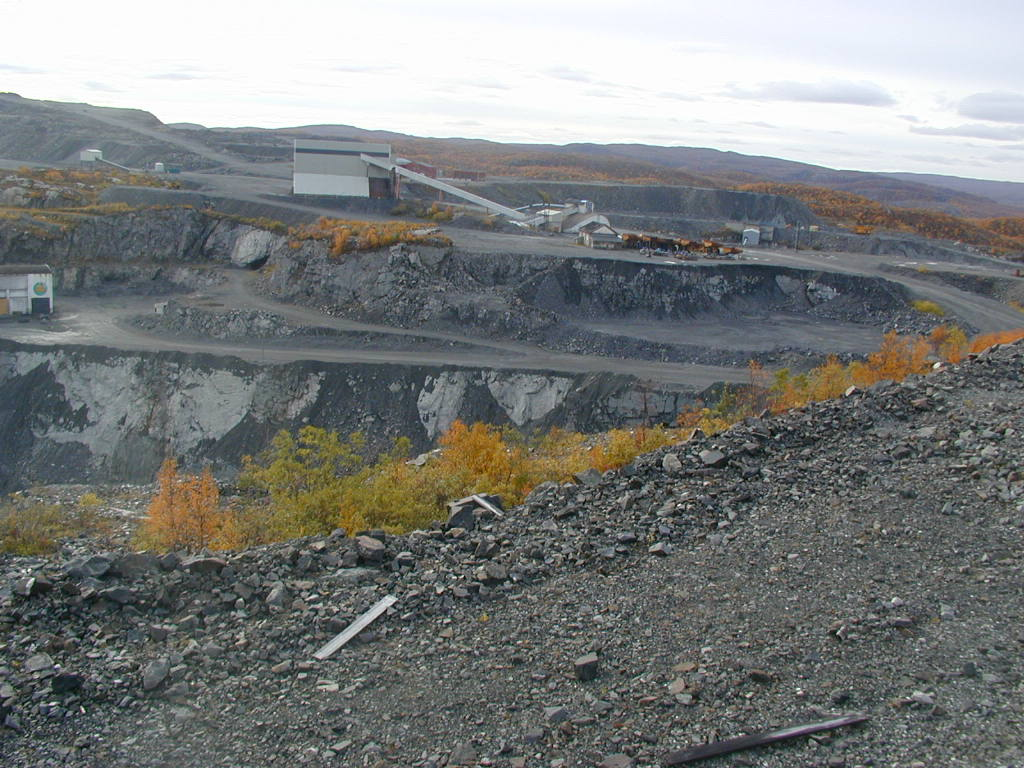
Gruvan

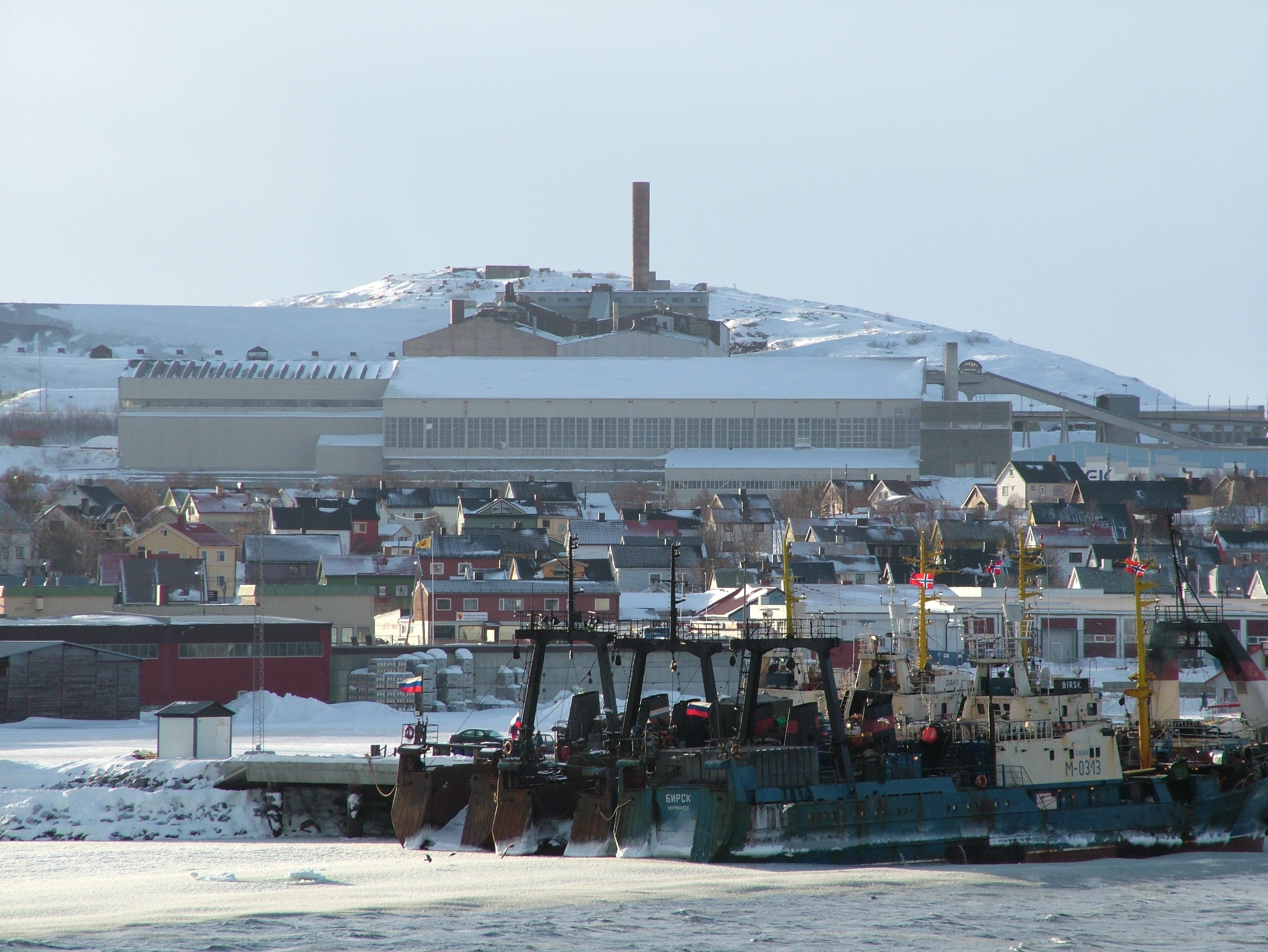
Sydvarangers anriknings- och pelletsverk i Kirkenes

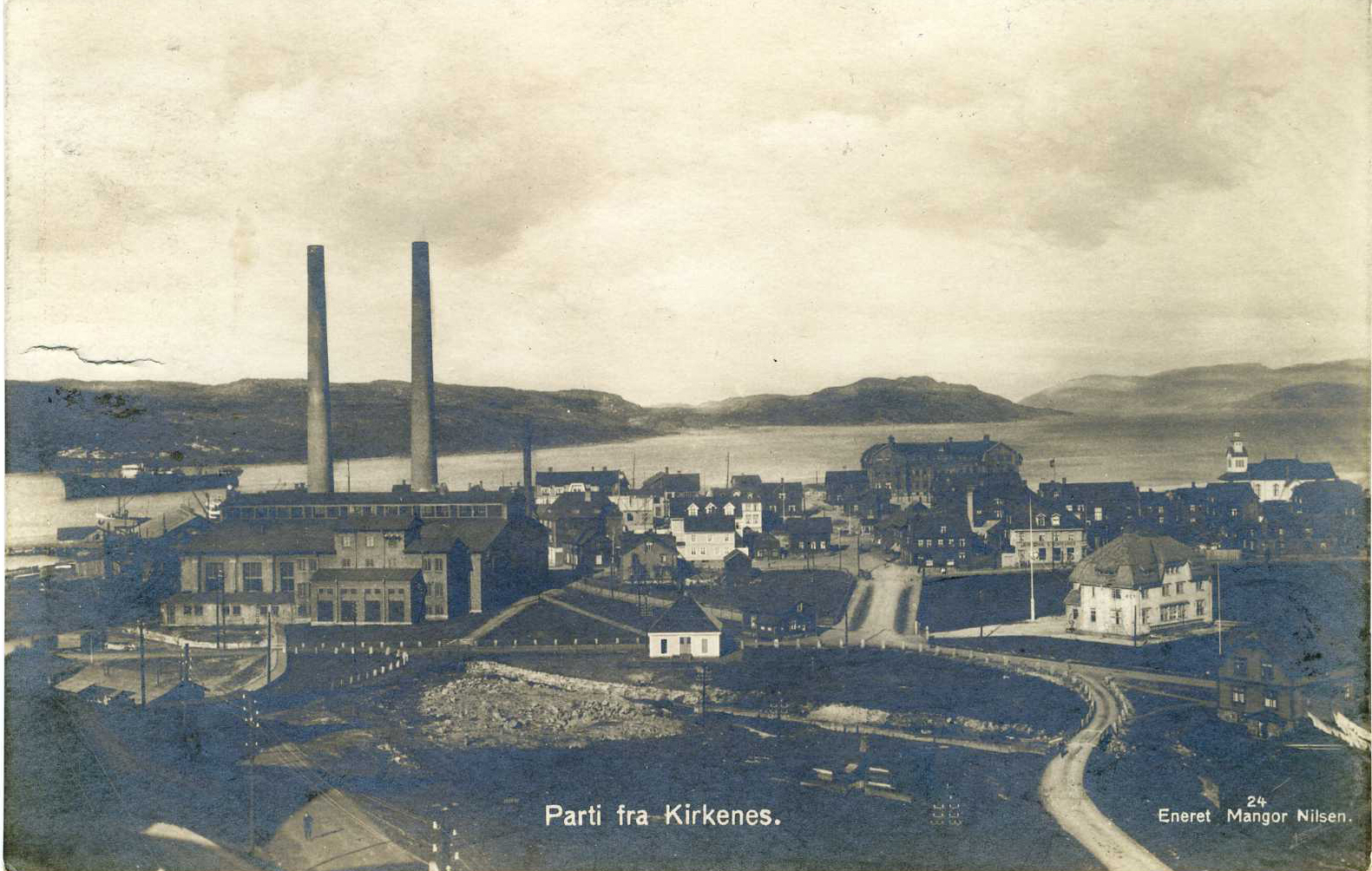
Anriknings- och pelletsverket

AS Sydvaranger var ett gruvföretag i Kirkenes i Sør-Varangers kommun i Finnmark fylke i Norge.
AS Sydvaranger grundades 1906 med tyskt och norskt kapital. Också företagaren Nils Persson i Helsingborg medverkade i företagets bildande. Det var under merparten av 1900-talet Norges största gruvföretag.
Järnmalmsfyndigheten i Bjørnevatn strax söder om Kirkenes upptäcktes 1865 av bergmären Tellef Dahll, men blev inte uppmärksammad förrän 1902, då den återupptäcktes av malmletare i tjänst hos affärsmannen Christian August Anker. 
Malmen bröts i dagbrott i Bjørnevatnfältet, grovkrossades nära gruvan och fraktades med den privata Kirkenes-Bjørnevatnbanen åtta kilometer till ett anriknings- och pelletsverk i Kirkenes hamn, där slig med omkring 67 procent järninnehåll och pellets framställdes. Den tysk-norske Fredrik Behrens (1883-1960) var chef 1911–53 och ledde efter andra världskriget återuppbyggnaden efter rysk bombning och tysk förstörelse vid befrielsen av Finnmark 1944. Produktionen åter igång 1952. Bolaget hade då staten som stor delägare och också så småningom som bidragsgivare. Produktionen avslutades 1996 och anläggningarna övertogs 1999 av Sør-Varangers kommun och Varangerkraft. A/S Sydvaranger var med om att etablera Rana Gruber i Rana kommun 1936 och drev också på 1970-talet brytning av kopparhaltig malm i Bidjovagge Gruber i Kautokeino kommun.
År 1996 lades järnmalmsbrytningen ned. År 2009 återupptogs den av Sydvaranger Gruve AS, ägt av australiensiska Northern Iron Ltd. Efter konkurs 2015  övertogs företaget 2016 av ett nytt företag med namnet A/S Syd-Varanger, under ägandeskap av Felix H. Tschudis (född 1960) Tschudi Shipping Company i Oslo. Förberedelser skedde från 2017 för återupptagande av drift, men planerna realiserades inte.
Sedan 2023 har diskussioner skett om köp av gruvan med Grangex AB. Norska regeringen har gett fortsatt villkorat brytningstillstånd.